# Liste der Kulturgüter in Prangins
Die Liste der Kulturgüter in Prangins enthält alle Objekte in der Gemeinde Prangins im Kanton Waadt, die gemäss der Haager Konvention zum Schutz von Kulturgut bei bewaffneten Konflikten, dem Bundesgesetz vom 20. Juni 2014 über den Schutz der Kulturgüter bei bewaffneten Konflikten sowie der Verordnung vom 29. Oktober 2014 über den Schutz der Kulturgüter bei bewaffneten Konflikten unter Schutz stehen.
Objekte der Kategorien A und B sind vollständig in der Liste enthalten, Objekte der Kategorie C fehlen zurzeit (Stand: 1. Januar 2023).

## Kulturgüter
| Foto |                                                                                            | Objekt | Kat. | Typ | Standort                                      | Beschreibung |
| ---- | ------------------------------------------------------------------------------------------ | --- | ---- | --- | --------------------------------------------- | ------------ |
| ja   | Datei hochladen · Wikidata zu Schloss Prangins (Q530659)                                   | Schloss Prangins mit Nebengebäude, Wirtschaftsgebäuden, Holzschuppen, Gittern und Mauern, zwei Brunnen, Garten und Umgebung / Château de Prangins avec annexe, communs, bûcher, grilles et murs, deux fontaines, jardin et abords KGS-Nr.: 06412 | A    | G   | Avenue du Général-Guiguer 1–3 508727 / 138776 |              |
| ja   | Datei hochladen · Wikidata zu Villa les Bleuets (Q3558918)                                 | Villa Les Bleuets, Gärten und Hafen / Villa Les Bleuets, jardins et port KGS-Nr.: 06414 | A    | G   | Route de Promenthoux 102 509879 / 138520      |              |
| ja   | Datei hochladen · Wikidata zu Schweizerisches Nationalmuseum - Schloss Prangins (Q3330736) | Schweizerisches Nationalmuseum (im Schloss) / Musée national (dans le Château) KGS-Nr.: 11778 | A    | S   | Avenue du Général-Guiguer 3 508727 / 138776   |              |
| ja   | Datei hochladen · Wikidata zu Neue Villa Prangins (Q29891428)                              | Neue Villa Prangins und Pavillon / Nouvelle villa Prangins et pavillon KGS-Nr.: 06413 | B    | G   | Route de Promenthoux 116 510431 / 138956      |              |
| ja   | Datei hochladen · Wikidata zu Temple (Q29891429)                                           | Reformierte Kirche / Temple KGS-Nr.: 06415 | B    | G   | Avenue du Général-Guiguer 4 508569 / 138831   |              |